# 三俣山 (大分県)
三俣山（みまたやま）は、大分県竹田市と玖珠郡九重町の境界に位置する山であり、九重連山を形成する火山である。

## 概要
九重連山の代表的な登山口である長者原（ちょうじゃばる）から見て正面（南東側）に位置する山で、どこから見ても3つの峰が見えることからこの名がある。しかし、実際には、本峰、南峰、北峰、西峰の4つの峰から構成されており、最高峰の本峰に標高1,744.67 mの三等三角点が設置されている。北峰の山中には、大鍋、小鍋と呼ばれる2つの火口跡（凹地）がある。山と渓谷社選定の九州百名山、日本山岳会東九州支部選定の大分百山に選ばれている。
三俣山は、飯田火砕流以降-約15000年前までの火山活動によって形成され、複雑な構造をしている。下位から順に、西峰を中心とする三俣山噴出物下部、指山溶岩、湯沢山溶岩、本峰を中心とする三俣山噴出物上部に区分される。西峰と本峰は溶岩ドームであり、周囲を火砕流斜面で取り囲まれている。三俣山の北西側に見られる松の台岩屑なだれ堆積物は、以前の研究では泉水山起源と考えられていたが、2000年以降の研究では堆積物中の木片の年代測定より、三俣山火山成長途中での火山体崩壊が原因と考えられている。
。

## 周辺の山
- 指山 (1,449m)
- 星生山 (1,762m)
- 久住山 (1,786m)
- 中岳 (1,791m) - 九重連山の最高峰（九州本土最高峰）
- 天狗ヶ城 (1,780m)
- 立中山 (1,464m)